# Ant&Dec
Энтони «Ant» Макпартлин (англ. Anthony McPartlin) и Деклан «Dec» Доннелли (англ. Declan Donnelly), известные вместе как Ant&Dec, — английский дуэт из Ньюкасла-апон-Тайна, работающий в развлекательных телепередачах. На данный момент они являются одними из самых востребованных и популярных ведущих Великобритании.
Впервые они стали достаточно известны после работы в детском телевизионном сериале Byker Grove, в ходе которого и впоследствии своей музыкальной карьеры были известны под именами PJ & Duncan (имена их персонажей в сериале). С тех пор Ant&Dec сделали успешную карьеру ведущих таких программ как SMTV Live, Friends Like These, Pop Idol, Ant & Dec’s Saturday Night Takeaway, I’m a Celebrity…Get Me Out of Here!, Push the Button, PokerFace и Britain’s Got Talent. Также в 2002 году они участвовали в сиквеле английского ситкома The Likely Lads, а в 2006 году снялись в фильме Alien Autopsy.
Ant имеет рост 1,73 метра, а Dec 1,68 м. Их достаточно сильная разница в росте стала поводом для многих шуток среди людей, которые не знали кто Ant, а кто Dec, хотя их манера вести программы различается. Практически с самого начала телевизионной карьеры на всех телевыступлениях и рекламных снимках Ant слева, а Dec справа. Несмотря на это, часть зрителей всё равно путала их. В 2004 году Ant&Dec возглавили топ-10 самых популярных ведущих Великобритании, но 70 % опрашиваемых не знали, кто из них кто.

## Карьера

### Детство
Энтони Макпартлин родился 18 ноября 1975 года, а Деклан Доннелли родился 25 сентября 1975 года. Впервые они познакомились друг с другом в 1989 году на съемках детской драмы Byker Grove, шедшей тогда по каналу BBC. Несмотря на то, что сначала между собой они не ладили, спустя некоторое время Энтони и Деклан стали друзьями.

«Мы не особо любили друг друга. Первое время я думал, что он жалок». Dec

«Несколько раз мы наезжали друг на друга. Мы конкурировали между собой». Ant
Оба признали, что не были бы столь успешными без друг друга.

«Если бы мы не встретились, я не думаю, что мы бы зашли так далеко». Ant
Они стали популярными именно как дуэт, и сейчас их не могут представить на экране отдельно. Более того, ходят слухи, что оба застраховались на случай смерти друг друга, хотя сумма неизвестна. Именно вместе они получили огромное количество наград.
Перед работой в драме Byker Grove оба имели небольшой телевизионный опыт. Энтони некоторое время играл в сериале Why Don’t You? (Почему не ты?), транслировавшийся по BBC, а Деклан в подростковом возрасте сыграл небольшую роль в экранизации романа The Cinder Path. Деклан сразу попал в первый набор Byker Grove в 1989 году, играя персонажа по имени Duncan. Год спустя Энтони также прошёл кастинг в сериал и получил роль персонажа PJ.

### Музыка
После ухода из Byker Grove в 1993 году дуэт продолжил своё развитие в поп-музыке. Их первая песня под названием «Tonight I’m Free» звучала в Byker Grove. Песня имела некоторый успех, и дуэт записал два альбома под именами PJ&Duncan. В эти альбомы входили песни «Why Me?», «If I Give You My Number», «Eternal Love» «Our Radio Rocks», «U Krazy Katz» и кавер на песню The Monkees-«Steppin' Stone». Их самый известный хит в этот период, «Let’s Get Ready To Rhumble», был номинирован на BRIT Award, престижнейшую музыкальную премию в Великобритании. Для третьего альбома дуэт поменял имена на реальные, но сокращенные-Ant&Dec. В третьем альбоме наиболее известной стала песня «Shout», а последней в списке значилась песня «Falling». Так получилось, что она стала последней и в их музыкальной карьере. Вскоре, после выпуска, песню изъяли из британских чартов, по указанию звукозаписывающего лейбла Telstar Records, после заявлений о нарушении авторских прав от группы «And all because…». Группа утверждала, что Ant&Dec украли песню и выпустили без их разрешения. Впоследствии Telstar Records решил не продлевать действующий контракт и расторг его.
Всего Ant&Dec выпустили 16 синглов, 3 студийных альбома, однако ни одной песне не удалось стать первой в британском чарте, максимальная позиция-#3. Однако их песни входили в десятку лучших в чартах Германии и Японии, а в Германии песня «All I Have To Do Is Dream» всё-таки стала первой. Также успех был и в других европейских странах. Небольшое оживление было в 2002 году-песня «We’re On The Ball» вошла в официальный альбом FIFA World Cup, и стала #3 в британском чарте.
В 2013 году в конце пятого эпизода 10 сезона Ant & Dec’s Saturday Night Takeaway оба исполнили песню «Let’s Get Ready To Rhumble» (1994) вместе с группами Blue, Atomic Kitten и Five. Все было исключительно в рамках программы, но выступление имело неожиданный эффект: песня резко взлетела вверх в британском чарте iTunes и смогла за сутки добраться до четвёртого места. Спустя ещё несколько часов песня занимала первое место, при том что в 1994 году песня в британском чарте была лишь девятой.

### Телеведущие

#### Детское телевидение
Первое выступление перед детьми было ещё в 1994 году, когда Ant&Dec были музыкальным дуэтом. Он вели детское субботнее утреннее шоу «Gimme 5», которое транслировалось по ITV. Шоу продлилось два сезона, после чего закрылось. В 1995 году дуэту предложили работать на канале CBBC, где они представили шоу «The Ant & Dec Show». Программа транслировался с 1995 по 1997 год, а в 1996 году Ant&Dec выиграли за него две номинации BAFTA Awards: «Лучшая детская программа» и «Лучший комедийный скетчком». В 1998 году дуэт перешёл на канал Channel 4 и представил вечернее шоу для детей «Ant & Dec Unzipped». Шоу также получило BAFTA, однако проект опять закрыли после первого сезона. Контракт с каналом ITV был подписан в 1998 году, и спустя несколько недель в субботу утром стала выходить передача для детей SMTV Live, где Ant и Dec стали ведущими совместно с Кэт Дили. Вместе они вели передачу три года, и аудитория насчитывалась от двух с половиной до трех миллионов человек. В это же время Ant&Dec успели озвучить серии детского сериала «Engie Benjy». В 2001 году дуэт ушёл из SMTV Live «на повышение»-в прайм-тайм.

#### Прайм-тайм
Их первая передача в прайм-тайме, Friends Like These, была выпущена в 1999 году на BBC. Это игровое шоу шло с 1999 по 2001 год, было выпущено 4 сезона. В 2001 году был продлен контракт с ITV, и Ant&Dec стали ведущими субботнего вечернего реалити-шоу Pop Idol. Однако здесь они были ведущими только двух сезонов, после чего шоу заменили на другое, где ведущей назначили Кейт Торнтон.
В августе 2002 года было запущено шоу под названием Ant & Dec’s Saturday Night Takeaway. Трансляции этого шоу шли по 2009 год, за все время было выпущено 9 сезонов. В конце 2011 года руководство канала ITV подтвердило, что программа вернется после трехлетнего перерыва в 2012 году. В одном из выпусков Dec повредил локоть, сломал палец и получил сотрясение мозга во время съемок одного из сегментов передачи- «Ant Vs. Dec». По условию за неделю нужно было выучить несколько трюков на мотоцикле. Донелли неудачно приземлился при попытке перепрыгнуть через огненное кольцо, в результате чего и получил травмы. В связи с этим нечастным случаем дуэт был вынужден пропустить благотворительный телемарафон Comic Relief.
В мае 2002 Ant&Dec становятся ведущими реалити-шоу I’m a Celebrity…Get Me Out of Here!. Реалити-шоу транслируется по каналу ITV, на данный момент вышло 10 сезонов. Финальная серия 3 сезона (февраль 2004) имела высочайшие рейтинги-почти 15 миллионов человек смотрели за кульминацией шоу.
С 2006 по 2008 года дуэт освещал ежегодные благотворительные матчи «Звезды против легенд» Soccer Aid.
В июне 2006 года Ant&Dec объявили о выпуске нового игрового шоу на ITV 1 под названием PokerFace. Первый сезон вышел в июле того же года, включал в себя 7 серий и шёл ночью. Второй сезон начался в начале 2007 года, причем шоу передвинули на субботний вечерний прайм-тайм. Когда в марте 2007 года рейтинг шоу упал до 3,5 миллионов человек, шоу закрыли. В 2007 году Ant&Dec продлили контракт с ITV до 2009 года по слухам на сумму 40 миллионов фунтов, по 20 миллионов фунтов каждый. Если это правда, то это сделало их самыми высокооплачиваемыми телеведущими Великобритании.
В июне 2007 года дуэту предложили роль ведущих в программе Britain’s Got Talent. Первый сезон сразу же набрал огромный рейтинг-примерно 12 миллионов зрителей. В мае 2008 был выпущен 2 сезон, и рейтинги стали ещё больше-14,5 миллионов человек смотрели, как обычные люди проявляют свои таланты в борьбе за приз в размере 100 тысяч фунтов и право выступать перед королевой. В настоящее время это шоу продолжается, и до сих пор имеет прекрасные рейтинги.
В ноябре 2007 дуэт снял сезон из шести эпизодов для американского игрового шоу Wanna Bet?. Первый эпизод был показан в Америке в 2008 году, но не смог привлечь к себе интереса, и остальные пять выпусков показаны не были. В августе 2008 года разрабатывался новый формат, шоу «What You Wrote», где ведущими должны были стать Ant&Dec, однако проект свернули, так и не начав съемки.
В 2010 году, вместо Ant & Dec’s Saturday Night Takeaway, в эфир было запущено похожее по формату игровое шоу Push the Button. Первый сезон оказался успешным, второй сезон был выпущен в 2011 году, третий планировался на 2012 год, но в связи с возвращением Ant & Dec’s Saturday Night Takeaway от него оказались.
Осенью 2011 года на канале ITV вышла новая по формату игра Red or Black?, которое ведут Ant&Dec. Игра получила много отрицательных отзывов, не только за идею и условия, но и из-за организации. В связи со скандалом рейтинги передачи резко упали, но шоу все же показали полностью (7 серий). Несмотря на то, что сначала второй сезон не планировался, все же он стартовал 18 августа 2012 года, опять же не избежав скандалов.

### Актёрство
После «Byker Grove» Ant&Dec нечасто, но всё-таки возвращались к актёрской работе. В 2002 году оба участвовали в одной серии сиквела The Likely Lads, а также возвращались в Byker Grove на «похороны» героя сериала Джеффа.
В 1998 году Ant&Dec вместе с тогдашней девушкой Донелли Клэр Бакфилд играли в пантомиме Snow White And The Seven Dwarfs в театре Sunderland's Empire Theatre. Проект был финансово неудачным.
Фильм Alien Autopsy, где Ant&Dec исполняли главные роли, вышел в апреле 2006 года. Фильм получил противоположные отзывы по сюжету и режиссуре, однако критика положительно оценила актёрскую игру.

## Другая активность
В 2007 стало известно, что продюсерская компания Gallowgate Productions, которую курируют Ant&Dec, выкупила права на Byker Grove и SMTV Live, после того, как компании, которые производили данный формат Zenith Entertainment и Blaze Television обанкротились. Согласно сообщениям, дуэт сделал это, чтобы прекратить повторы этих передач по цифровым каналам. В 2008 году оба снялись в рождественской рекламе супермаркета Sainsbury’s вместе с шеф-поваром Джейми Оливером.
В марте 2009 года Ant&Dec сняли небольшой видеоролик для Comic Relief, в котором рассказывается история посещения общественного центра для молодых опекунов на северо-востоке страны. В сентябре вышла их автобиография под названием «Ooh! What a Lovely Pair. Our Story» («О! Какая прекрасная пара. Наша история.»)
В октябре 2010 дуэт участвовал в рекламе Nintendo, продвигая Wii и Nintendo DC.

## Скандалы
Оба ведущих крайне редко появляются в жёлтой прессе в связи со скандалами в личной жизни. Единственным исключением стала история в далеком 2002 году, когда Макпартлина временно лишили прав за превышение скорости. В остальном все неприятные истории были связаны с их профессиональной деятельностью.
В 1997 году валлийский поп-дуэт «And all because…» заявил о нарушении авторских прав со стороны Ant&Dec на песню «Falling» и подал иск против них и их звукозаписывающей компании.
В 2005 году юридической фирме Olswang было поручено расследовать инцидент, произошедший на British Comedy Awards. Тогда продюсеры в номинации «People’s Choice Award» отменили результаты первоначального зрительского голосования и отдали приз не Кэтрин Тейт и её Catherine Tate Show, а шоу Ant & Dec’s Saturday Night Takeaway, сославшись на неучтенные голоса. Инцидент являлся источником обсуждения в СМИ, в результате канал ITV оштрафовали на 5,5 миллиона фунтов
В 2007 году аудиторы из Deloitte Touche Tohmatsu обвинили канал ITV в мошенничестве. Они выяснили, что на двух шоу, Ant & Dec’s Gameshow Marathon и Ant & Dec’s Saturday Night Takeaway, были обмануты зрители, звонившие в прямом эфире в студию. Некоторая часть зрителей, сама того не подозревая, звонила по платным линиям, хотя предупреждения об этом не было. Расследование также показало, что за период с января 2003 по октябрь 2006 года в программах Ant & Dec’s Saturday Night Takeaway, Ant & Dec’s Gameshow Marathon и I’m a Celebrity…Get Me Out of Here! было множество нарушений, связанных с выбором участников, финалистов конкурсов, с самим проведением этих конкурсов.
СМИ также предполагали, что дуэт знал о всех этих нарушениях заранее и намеренно участвовал в мошенничестве.
10 сентября 2008 года, после долгого молчания, Ant&Dec заявили, что мошенничество «никогда больше не повторится», настаивая на том, что высокотехнологичная система и более строгие правила дадут зрителям честное голосование и отсутствие платных линий. Также они отрицали свою вину в нарушениях. В конце концов Deloitte Touche Tohmatsu подтвердили факт, что скорее всего оба не знали о мошенничестве в их передачах, хотя многие до сих пор сомневаются в этом.
В сентябре 2008 года появились сообщения, что Ant&Dec выступили ответчиком в суде в иске на $30 млн. Греко-американский комик ANT подал на них в суд за использование «его» имени во время работы в Штатах. В иске также есть обвинения за использование товарного знака и мошенничество. Дело рассматривается до сих пор.

## Награды
Их восковые работы стоят в музее мадам Тюссо в Лондоне.
В 2006 году был составлен список «Самые великие телезвезды Великобритании», где Ant&Dec заняли 7 место, обойдя Джереми Кларксона, Бенни Хилла и Стивена Фрая.
1994
- Номинация BRIT Award: Лучшая песня- «Let’s Get Ready to Rhumble»[35]

2001
- National Television Awards: Самая популярная развлекательная программа (SMTV Live)

2002
- National Television Awards: Самая популярная развлекательная программа (Pop Idol)
- National Television Awards: Спецпремия

2003
- National Television Awards: Самая популярная развлекательная программа (Ant & Dec’s Saturday Night Takeaway)
- National Television Awards: Самые популярные ведущие (Ant & Dec’s Saturday Night Takeaway)[36]
- National Television Awards: Самое популярное реалити-шоу (I’m a Celebrity…Get Me Out of Here!)
- British Comedy Awards:Лучшие развлекательные ведущие

2004
- National Television Awards: Самые популярные ведущие (Ant & Dec’s Saturday Night Takeaway)
- National Television Awards: Самая популярная развлекательная программа (Ant & Dec’s Saturday Night Takeaway)
- British Comedy Awards:Лучшие комедийные ведущие

2005
- National Television Awards: Самые популярные ведущие (Ant & Dec’s Saturday Night Takeaway)

2006
- National Television Awards: Самая популярная викторина (Ant & Dec’s Gameshow Marathon)[37]
- National Television Awards: Самые популярные ведущие (Ant & Dec’s Saturday Night Takeaway)
- British Comedy Awards: Лучшие комедийные ведущие[38]
- British Comedy Awards: Лучшая комедийная программа (Ant & Dec’s Saturday Night Takeaway)[39]

2007
- National Television Awards: Самые популярные ведущие (Ant & Dec’s Saturday Night Takeaway)
- National Television Awards: Самая популярная развлекательная программа (Ant & Dec’s Saturday Night Takeaway)
- National Television Awards: Самое популярное реалити-шоу (I’m a Celebrity…Get Me Out of Here!)

2008
- TV Quick & TV Choice Awards: Лучшее развлекательное шоу (Ant & Dec’s Saturday Night Takeaway)[40]
- Nickelodeon UK Kids Choice Awards 2008: Любимейшие смешные персонажи, лучшие телеведущие и лучшее семейное телешоу[41](Britain’s Got Talent)
- National Television Awards: Самые популярные ведущие[42]

2009
- TV Quick & TV Choice Awards: Лучшее развлекательное шоу (Ant & Dec’s Saturday Night Takeaway)
- TV Quick & TV Choice Awards: Премия за выдающийся вклад[43]

2010
- National Television Awards: Самые популярные ведущие
- National Television Awards: Самая популярная развлекательная программа (Ant & Dec’s Saturday Night Takeaway)
- BAFTA: лучшее развлекательное выступление (I’m a Celebrity…Get Me Out of Here! 9 сезон)

После получения этой награды, первой за девять сезонов реалити-шоу, дуэт пошутил:

«Я не знаю, что, черт возьми, мы делали не так первые восемь сезонов». Dec

«Стоит покормить яичками кенгуру гламурных моделей, и вы получаете BAFTA». Ant
2011
- National Television Awards: Самые популярные ведущие
- National Television Awards: Самая популярная развлекательная программа (I’m a Celebrity…Get Me Out of Here!)

2012
- National Television Awards: Самые популярные ведущие
- National Television Awards: Самая популярная развлекательная программа (I’m a Celebrity…Get Me Out of Here!)

2013
- National Television Awards: Самые популярные ведущие
- National Television Awards: Самая популярная развлекательная программа (I’m a Celebrity…Get Me Out of Here!)

2014
- National Television Awards: Самые популярные ведущие
- National Television Awards: Самая популярная развлекательная программа (I’m a Celebrity…Get Me Out of Here!)
- National Television Awards: Специальная награда

2015
- National Television Awards: Самые популярные ведущие
- National Television Awards: Самая популярная развлекательная программа (I’m a Celebrity…Get Me Out of Here!)

2016
- National Television Awards: Самые популярные ведущие
- National Television Awards: Самая популярная развлекательная программа (I’m a Celebrity…Get Me Out of Here!)

2017
- National Television Awards: Самые популярные ведущие
- National Television Awards: Самая популярная развлекательная программа (Ant & Dec’s Saturday Night Takeaway)
- National Television Awards: Лучшее шоу (I’m a Celebrity…Get Me Out of Here!)

В общей сложности они шестнадцать раз подряд выигрывали номинацию «Самые популярные ведущие» главной телевизионной премии Великобритании.

## Фильмография

### Актёры
- Why Don’t You? (1980s)
- Byker Grove (1989)
- The Likely Lads (2002)
- Engie Benjy (2002)
- Love Actually (2003) — камео
- Alien Autopsy (2006)

Ведущие
- The Ant & Dec Show (1995—1997)
- Ant & Dec Unzipped (1998)
- SMTV Live (1998—2001)
- CD:UK (1998—2001)
- Friends Like These (1999—2001)
- BRIT Awards (2001, 2015—2016)
- Slap Bang with Ant & Dec (2001)
- Pop Idol (2001—2003)
- Ant & Dec’s Saturday Night Takeaway (2002—2009, 2013 — настоящее время)
- I’m a Celebrity…Get Me Out of Here! (2002 — настоящее время)
- Ant & Dec’s Gameshow Marathon (2005)
- Soccer Aid (2006, 2008)
- PokerFace (2006—2007)
- Britain’s Got Talent (2007 — настоящее время)
- Wanna Bet? (2007)
- Ant and Dec’s Christmas Show (2009)
- Push the Button (2010—2011)
- Red or Black? (2011—2012)
- Text Santa (2011—2014)
- Ant and Dec’s Limitless Win (2022 — настоящее время)

### Реклама
- Woolworths Group (Рождество, 2001)
- McDonald's (озвучка, 2002)
- Sainsbury’s (Рождество, 2008)
- Wii / Nintendo DS (2009—2011)
- Morrisons (2013—2015)
- Suzuki (2016 — настоящее время)